# حارة سعوان الجنوبية (صنعاء)
حارة سعوان الجنوبية هي إحدى حارات حي شعوب بمديرية شعوب إحد مديريات العاصمة اليمنية صنعاء، بلغ تعداد سكانها 3556 نسمة حسب تعداد اليمن لعام 2004.